# Frater (religieus)

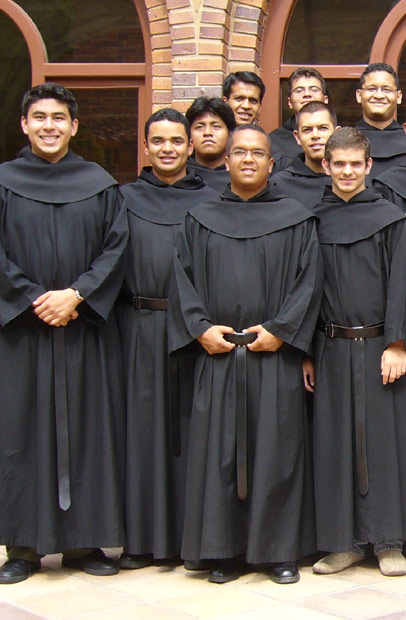
Broeders Augustijnen

Een broeder, afgekort br., of frater (Latijn voor 'broeder'), afgekort fr., is een katholieke theologiestudent of geestelijke die geen (hogere) wijding heeft ontvangen, maar die in een congregatie of een orde de drie kloostergeloften van armoede, kuisheid en gehoorzaamheid heeft afgelegd.
De meeste ordes en congregaties kennen zowel priesters als broeders. Het komt voor dat een man wel intreedt, maar niet de capaciteiten of roeping heeft om priester te worden. Zo iemand kan binnen de orde toch veel nuttig werk verrichten, bijvoorbeeld als missionaris, onderwijzer, koster of ziekenbroeder. Ook kan het zijn dat iemand wel duidelijk een roeping heeft, maar niet noodzakelijkerwijs priester moet zijn om deze roeping te volgen. Er zijn ook ordes waarin de meeste leden geen priesterwijding ontvangen, zoals de Broeders van de Onbevlekte Ontvangenis van Maria uit Maastricht of de Broeders van Liefde uit Gent.
Broeders spreekt men (meestal) met "broeder" aan (bijvoorbeeld "broeder Jan"). Onderling spreken ze elkaar ook aan met het Franse "frère".

## Fra

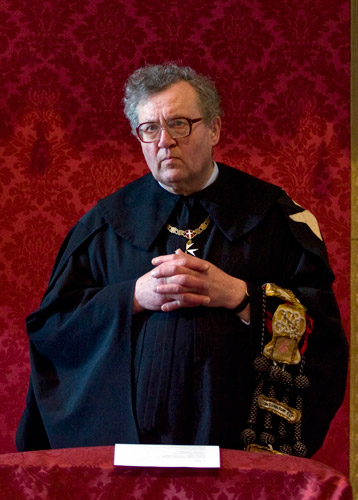
De voormalige grootmeester van de Orde van Malta, Fra Matthew Festing

De aanduiding fra (van het Italiaanse frate) is verwant aan het Nederlandstalige "frater" en wordt als prefix voor de voornaam en geslachtsnaam geplaatst van een geprofeste wereldgeestelijke. De Ridders van Obediëntie van de Orde van Malta worden met fra aangeduid. 